# Álmosd
Álmosd é um município da Hungria, situado no condado de Hajdú-Bihar. Tem 34,13 km² de área e sua população em 2015 foi estimada em 1.653 habitantes.